# Muntanyes Kalabagh
Les muntanyes Kalabagh són una continuació al Cis-Indus de la Serra de la Sal (Salt Range), al Panjab (Pakistan), districte de Mianwali, remarcables per la gran quantitat de sal a la vista i per la seva puresa. La sal es pot explotar en superfície.
A començaments del segle hi havia 12 punts d'explotació, alguna a la riba dreta de l'Indus i altres a la riba dreta del Lun Nullah, que desaigua a l'Indus prop del turó anomenat Saudagar. La sal és de millor qualitat que la de les mines Mayo i Warcha, però la seva comercialització és més difícil per les comunicacions, en estar més allunyada del ferrocarril. Les explotacions es troben entre 1 i 3 km del centre de venda a Kukranwala Vandah a la dreta de l'Indus.